# Pro-drop
In linguistica, una lingua si dice "pro-drop" (abbreviazione dell'inglese pronoun dropping, "che lascia cadere il pronome") se prevede l'omissione dalla frase di un certo tipo di pronomi, ad esempio quelli che esprimono il soggetto. Si tratta di un parametro molto rilevante, in particolare nell'ambito della grammatica generativa, per distinguere le varie lingue dal punto di vista della tipologia.
In particolare, si distingue tra:
- lingue pro-drop (o "a soggetto nullo"), come il latino, lo spagnolo, l'italiano, il portoghese, il romeno ecc.
  - nelle lingue pro-drop, l'espressione del soggetto argomentale (che è cioè argomento del verbo) è pleonastica (i verbi coniugati esprimono già intrinsecamente persona e numero)[3] e quindi facoltativa (ad es. ego sum pauper, (ego) nihil habeo; (yo) me quedo aquí; (tu) chi sei?), mentre quella del soggetto non argomentale[4] (come nel caso dei verbi atmosferici, tipicamente privi di argomento, cioè zerovalenti) è impossibile (ad es. Ø llueve, Ø piove).
- lingue non-pro-drop (o "a soggetto obbligatorio"), come il francese, il russo[5] e l'inglese.
  - nelle lingue non-pro-drop, il soggetto, non essendo il verbo coniugato sufficiente di per sé a esprimere persona e numero[3], va sempre espresso (je bois, tu bois o I drink, you drink, francese e inglese per '(io) bevo', '(tu) bevi'), anche quando non argomentale (il pleut, it rains, 'piove').
- lingue a soggetto quasi obbligatorio, come il tedesco e altre lingue germaniche.
  - in queste lingue, il soggetto argomentale è obbligatorio, mentre quello non argomentale è facoltativo in alcuni contesti (ma obbligatorio nel caso di es regnet = "piove").

Restando al caso dei verbi atmosferici, come per le lingue a soggetto obbligatorio non è possibile omettere il soggetto non argomentale (il, it, es ecc., detti "pronomi espletivi", cioè privi di referente), così per le lingue pro-drop non è possibile inserirlo (*esso piove).
La presenza di pronomi espletivi è caratteristica anche di frasi come It is great to be here, mentre nella versione italiana tale presenza risulterebbe agrammaticale (*Esso è bello essere qui).
In generale, sembra esistere un collegamento tra lingue dotate di morfologia verbale forte e "caduta" del soggetto, perché il soggetto facoltativo può appunto essere facilmente recuperato dalla morfologia del verbo. Ad esempio, mentre in italiano l'indicativo presente è caratterizzato da sei desinenze diverse (cioè una per ciascuna persona: -o, -i, -a/-e, -iamo, -ate/-ete/-ite, -ano/-ono), in inglese solo la terza persona singolare ha una marca specifica (il presente del verbo to have, 'avere', è: I have, you have, he/she has, we have, you (guys) have, they have; nel past simple anche quella singola marca scompare: I had, you had, he had ecc.). Quindi, la desinenza -iamo dell'indicativo presente in italiano restituisce facilmente la prima persona plurale, anche quando il soggetto noi non è espresso. In inglese, viceversa, l'espressione del soggetto è essenziale, perché le forme verbali sono generalmente poco distinguibili. Quanto al francese, pur se non omografe, molte forme verbali sono omofone (in particolare, la prima, la seconda, la terza e la sesta persona di vari tempi), per cui la mancata espressione del soggetto renderebbe scarsamente comprensibile la forma verbale (ad esempio, il condizionale presente del verbo presenta diverse forme omofone: j'aimerais, tu aimerais, il/elle aimerait, ils aimeraient).